# La Beaume
La Beaume település Franciaországban, Hautes-Alpes megyében. Lakosainak száma 150 fő (2022. január 1.). La Beaume La Faurie, La Haute-Beaume, Montbrand, Saint-Pierre-d’Argençon, La Bâtie-des-Fonds, Beaurières, Val-Maravel és Les Prés községekkel határos.

## Népesség
A település népességének változása:
| Lakosok száma | 192  | 131  | 145  | 156  | 157  | 155  | 154  | 150  | 150  | 150  |
|               | 1968 | 1982 | 1990 | 2006 | 2013 | 2015 | 2017 | 2019 | 2020 | 2022 |